# Opistheurista clandestina
Opistheurista clandestina är en insektsart som först beskrevs av Van Duzee 1915.  Opistheurista clandestina ingår i släktet Opistheurista och familjen ängsskinnbaggar. Inga underarter finns listade i Catalogue of Life.